# WS002IN

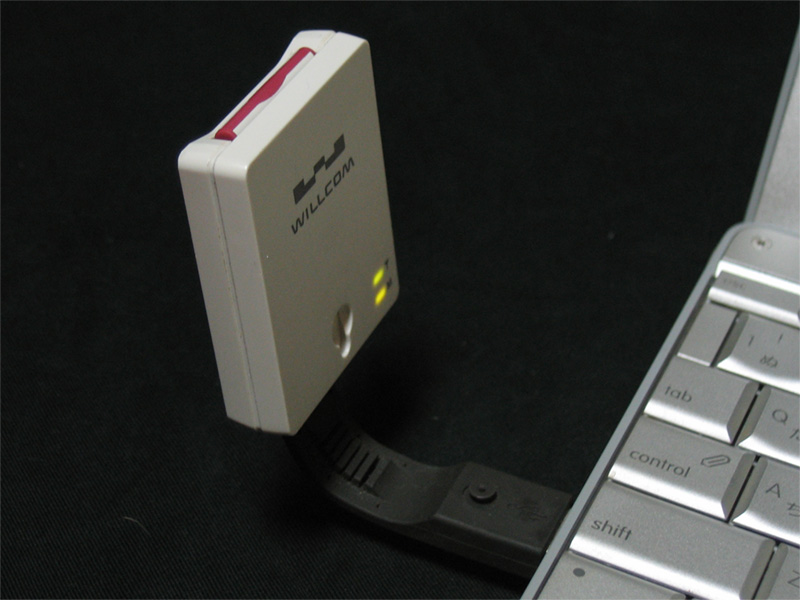
W-SIM「RX420AL」を挿入した状態のWS002IN (DD)

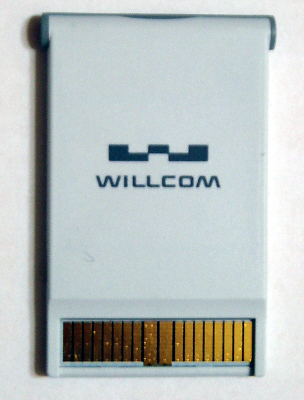
W-SIM (RX410IN)

WS002INは、ネットインデックス（現・ネクス）が開発した、ウィルコムのPHSデータ通信サービス、AIR-EDGEに対応するUSB形データ通信端末製品である。愛称は DD（ディー・ディー、Data Driver）。WILLCOM SIM STYLE製品のひとつで、使用するにあたっては本体にPHS通信装置部分をモジュール化したW-SIMを装着することが必須である。

## 概要
DDはAIR-EDGE対応製品としてW-SIMのRX410IN、音声通信端末のTT (WS001IN) とともに2005年11月25日より発売された。DDやTTの本体デザインにはW-SIMのそれを手がけたインダストリアルデザイナーの山中俊治が担当。本体からはごく短いUSBケーブルが延びており、これをパソコンのUSB (1.1) ポートに挿入する。ケーブルは扁平で柔軟性に長け、コネクタ部分に設けられた突起を本体に引っかけて収納することができる。カラーバリエーションはOFF WHITEの一色のみ。
対応オペレーティングシステムはWindows 2000・XP・Vista（32bit版のみ）・7（32bit版のみ）、Mac OS 9.0 〜 9.2.1・Mac OS X 10.2 〜 10.4.6（一部のバージョンを除く）。製品にはセットアップ用のソフトウェアを収録したCD-ROM、USB延長ケーブル、取扱説明書を同梱する。
DDの通信機能および性能については装着したW-SIMに依存する。当初は対応するW-SIMとして、事実上DDと同時発売のRX410N（ネットインデックス製）のみであったが、高度化PHS規格であるW-OAM対応のRX420AL（アルテル製）にも専用のデバイスドライバをインストールすることで対応している（同梱のW-SIMは、後にRX410INよりRX420INに差し替えられている）。なお、RX410INは4xパケット通信 (128kbps) をサポート。また、国際ローミングに対応し台湾やタイでも利用できる。

## 仕様
- 寸法: 本体 43.0×54.0×12.0 ミリメートル（突起部除く）
- 重量: W-SIM非装着時 30 グラム
- 対応通信方式: W-SIM (RX410IN) 装着時 4x / 2x / 1x パケット方式、フレックスチェンジ、64k / 32k PIAFS（ベストエフォート）
- 消費電流: 210 mA （4x パケット通信時の平均）